# 多治比邑刀自
多治比 邑刀自（たじひ の おおとじ、生没年不詳）は、奈良時代後期から平安時代初期にかけての女官。姓は真人。位階は従四位下。名は大刀自とも表記される。

## 生涯
その活躍は桓武朝に限られ、延暦8年（789年）1月、藤原数子・紀若子とともに無位から従五位下に叙位され、更に延暦10年（791年）12月に、同じく紀若子とともに従四位下に昇叙された。平安遷都後の延暦14年（795年）12月、度者（得度枠）7人を賜り、2年後の延暦16年（797年）3月、長岡京の土地5町を与えられている。この時の位階も従四位下である。以上の経歴から、天皇の信任も厚く、高級職事に就任したものと推定されるが、以降の消息は知られていない。

## 官歴
『六国史』による
- 延暦8年（789年）正月27日：従五位下
- 延暦10年（791年）12月17日：従四位下